# 147-й Нью-Йоркский пехотный полк
147-й Нью-Йоркский пехотный полк (147th New York Volunteer Infantry Regiment) — представлял собой один из пехотных полков армии Союза во время Гражданской войны в США. Полк был сформирован в сентябре 1862 года и прошёл все сражения на Востоке от Чанселорсвиллской кампании до сражения при Аппоматтоксе. Известен в основном участием в сражении на хребте Макферсона в первый день битвы при Геттисберге.

## Формирование
25 августа 1862 года полковник Эндрю Уорнер был уполномочен военным департаментом набрать полк. Этот полк был сформирован в Осуиго и там же 22 — 23 сентября был принят на службу в федеральную армию сроком на три года. Роты полка были набраны в основном в Осуиго (A, B и I), Ричланде, Эльбионе и Уильямстауне (С), Фултоне, Грэнби и Волни (D), Сенди-Крик, Редфилде Бойлестоне и Орвелле (Е), Мехико, Палермо и Нью-Хэйвене (F), Осуиго и Скрибе (G), Константии, Перише, Эмбой и Вест-Монро (Н), Осуиго, Скрибе и Фултоне (К).

## Боевой путь
25 сентября полк покинул штат и отправился в Нью-Йорк, где был размещён в укреплениях города. В декабре он был направлен в Бель-Плейнс и включён в подразделение тыловой полиции майора Уильяма Вуда.
В январе полк был переведён в 3-ю бригаду (Габриеля Пола) дивизии Уодсворта в I корпусе Потомакской армии, но уже в марте переведён в 2-ю бригаду (Лизандера Каттлера). В апреле-мае полк участвовал в Чанселорсвиллской кампании, но не был активно задействован.

### Геттисберг
Когда началась Геттисбергская кампания, бригада Катлера была частью I корпуса и первой пришла на поле боя под Геттисбергом. 147-й был третьим полком, который пришёл на поле боя. В это время корпусной командир Рейнольдс приказал разместить на хребте Макферсона батарею Холла, а генералу Уодсворту приказал обеспечить её прикрытие. Уодсворт приказал Катлеру взять три полка (147-й, 56-й Пенсильванский и 76-й Нью-Йоркский) и занять позицию на правом фланге, к северу от Чамберсбергской дороги и железнодорожной выемки. 76-й и 56-й перешли дорогу, и как раз в этот момент по дороге пошла батарея Холла, что задержало выдвижение 147-го. Затем полк перешёл дорогу и занял позицию между выемкой и левым флангом 56-го полка. В это самое время показался противник — бригада Дэвиса.
Задержка с выдвижением и манёвры других полков внесли неразбериху в ряды 147-го и подполковник Миллер не сразу понял, где ему надо разместить полк. Он поставил его у ограды фермы Макферсона, но вскоре штабной офицер приказал ему изменить позицию и встать ближе к батарее Холла, чтобы её не атаковали во фланг. Миллер приказал полку сместиться назад и влево, заняв обе стороны железнодорожной выемки. В итоге он оказался немного позади позиций батареи и немного впереди линии 56-го и 76-го. В это время противник было же близко и Миллер приказал открыть огонь. Атака южан сразу создала угрозу флангу бригады и Катлеру было приказано отвести бригаду на 300 метров назад. 56-й и 76-й отступили, Миллер же получил приказ, но сразу же был убит и лошадь унесла его в тыл.

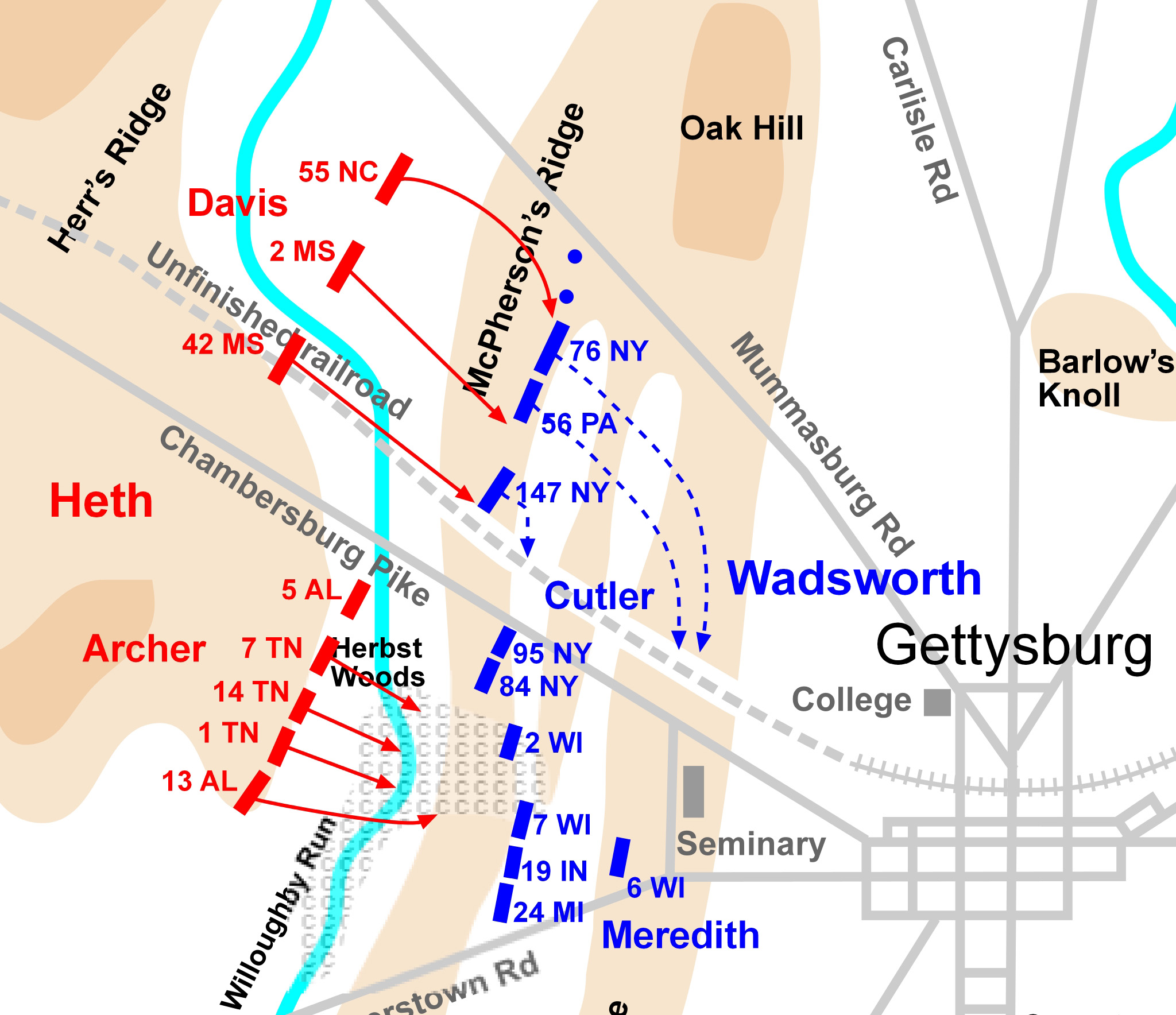
Бригада Катлера на хребте Макферсона

Командование принял майор Джордж Харни, который не знал о приказе на отступление. Полк остался на позиции. Батарея Холла так же стала отходить. Холл потом утверждал, что отступил только после отхода бригады Катлера но, вероятно, он имел в виду отход 56-го и 76-го полков. Части 55-го Северокаролинского полка стали выходить во фланг 147-му Нью-Йоркскому полку и Харни приказал трём ротам развернуться фронтом вправо. Харни, однако, понял, что ситуация критическая и спросил совета у офицеров. Он считал, что отходить нельзя, так как приказа отступать получено не было и полк продолжал прикрытие батареи. Оставалось или сдаваться, чтобы спасти людей, или срочно выходить из боя, с тяжёлыми потерями. В это время Уодсворт обратил внимание на положение полка и послал лейтенанта Элсворта с разрешением на отступление. Харни приказал полку бросить всё снаряжение кроме винтовок и патронов и отходить бегом.
Показания о дальнейших событиях различаются. Вероятно, правые роты отступали в одну сторону, а левые — в другую и в различных обстоятельствах. Например, рота F не получила приказа на отступление и покинула позицию сама в беспорядке, а рота Е приказ получила и отступала в относительном порядке, время от времени давая залп по противнику. Всего 75 человек из 380 сумели отойти за Дубовый хребет и присоединиться к остальным полкам бригады. Знамя полка удалось спасти.